# MPLコミュニケイションズ
MPLコミュニケイションズ (MPL Communications) は、1969年に設立された、ポール・マッカートニーの事業上の利益を管理する持株会社。MPLは、「McCartney Productions Ltd.」の略記とされる。ビートルズ脱退後のマッカートニーの作品を扱っているだけでなく、MPLは、数多くの同業者を傘下に収める、世界最大級の株式非公開の音楽出版事業者となっている。MPLは、ロンドンとニューヨークに本部を置いている。
日本語の報道などでは「MPLコミュニケーションズ」と表記されることもある。なお、関連する日本法人は「日本MPLコミュニケイションズ」を名称としている。

## プロフィール
この会社は、1969年2月にアダグローヴ・リミテッド (Adagrove Limited) として設立されたが、同年8月にマッカートニー・プロダクションズ・リミテッド (McCartney Productions Ltd.) と改称された。同社の最初の企画のひとつは、1970年はじめに取り組まれた『ルパート (Rupert Bear)』の映画化に向けて諸権利を買い集めることであった。

## 音楽出版
MPLコミュニケイションズは、百年近い範囲の音楽に及ぶ、極めて広い範囲の著作物の権利を所有しており、そのおもな作曲家としては、マッカートニーのほか、バディ・ホリー、カール・パーキンス、ジェリー・ハーマン、フランク・レッサー、メレディス・ウィルソン、ハロルド・アーレンなどが含まれ、楽曲としては、アル・ジョルスンの歌唱で有名になった「ロッカバイ・ユア・ベイビー・ウィズ・ア・ディキシー・メロディ (Rock-a-Bye Your Baby with a Dixie Melody)」をはじめ、「I'm Glad There Is You」、「ブルー・スエード・シューズ (Blue Suede Shoes)」、「That'll Be the Day」、さらにレノン＝マッカートニーの「ラヴ・ミー・ドゥ」と「P.S.アイ・ラヴ・ユー」もカタログに載っている。さらにMPLは、25社を子会社として傘下に収めている。
マッカートニーの次女で、写真家、写真編集者のメアリー・マッカートニーが、映像部門を運営している。

## 商標
2006年10月、ロンドンの商標登録所は、MPLコミュニケイションズが、販売可能な商品に付けるマッカートニーの名を商標登録する手続きに入ったと発表した。